# Spoorlijn Gouda - Den Haag
De Spoorlijn Gouda - Den Haag is de door de Nederlandsche Rhijnspoorweg-Maatschappij aangelegde en op 1 mei 1870 geopende spoorlijn die Gouda met Den Haag verbindt, als zijtak van de in 1855 geopende Spoorlijn Utrecht - Rotterdam die van dezelfde maatschappij was.

## Stations en gebouwen
Overzicht van stations langs de lijn (cursief: voormalig station):
| Station                  | Geopend | Huidig gebouw                                               |
| ------------------------ | ------- | ----------------------------------------------------------- |
| Gouda                    | 1855    | 1984, NS, 3e gebouw, uniek ontwerp van Markenhof            |
| Zevenhuizen-Moerkapelle  | 1870    | geen, station gesloten in 1938, gebouw gesloopt in 1944     |
| Bleiswijk-Kruisweg       | 1870    | geen, station gesloten in 1938                              |
| Lansingerland-Zoetermeer | 2018    | 2018, NS, 1e gebouw, uniek ontwerp                          |
| Zoetermeer Oost          | 1965    | geen, gebouw gesloopt in 2008                               |
| Soetermeer-Zegwaard      | 1870    | geen, station gesloten in 1938, gebouw gesloopt in 1950     |
| Zoetermeer               | 1973    | 1992, NS, 2e gebouw, uniek ontwerp van Bak                  |
| Den Haag Ypenburg        | 2005    | 2005, NS, 1e gebouw, uniek ontwerp van Van Beers            |
| Voorburg                 | 1870    | 1988, NS, 2e gebouw, uniek ontwerp van Van der Gaast en Bak |
| Den Haag Staatsspoor     | 1870    | gesloopt in 1973 en omgebouwd naar Den Haag Centraal        |
| Den Haag Centraal        | 1976    | 1975, NS, 1e gebouw, uniek ontwerp van Van der Gaast        |

Station Gouda was al eerder geopend aan de spoorlijn Utrecht - Rotterdam.

## Treindienst
De treindienst wordt verzorgd door NS. Er rijden vier intercity's per uur tussen Den Haag en Utrecht, met een stop in Gouda. Daarnaast rijden er twee sprinters per uur tussen Den Haag en Utrecht Centraal, van maandag tot en met vrijdag aangevuld met twee sprinters per uur tussen Den Haag en Gouda Goverwelle.
De volgende treinseries rijden volgens de dienstregeling 2025 op dit traject:
| Serie | Treinsoort     | Route | Bijzonderheden |
| ----- | -------------- | --- | --- |
| 500   | Intercity (NS) | Den Haag Centraal – Gouda – Utrecht Centraal – Amersfoort Centraal – Zwolle – Assen – Groningen                         | |
| 600   | Intercity (NS) | Leeuwarden – Meppel – Zwolle – Amersfoort Centraal – Utrecht Centraal – Gouda – Den Haag Centraal                       | |
| 1700  | Intercity (NS) | Den Haag Centraal – Gouda – Utrecht Centraal – Amersfoort Centraal – Apeldoorn – Deventer – Almelo – Hengelo – Enschede | Rijdt na 20:00 uur tussen Enschede en Utrecht Centraal en rijdt dan vanaf Utrecht Centraal door als Intercity 2800 naar Rotterdam Centraal. |
| 6000  | Sprinter (NS)  | Den Haag Centraal – Gouda – Utrecht Centraal – Geldermalsen – 's-Hertogenbosch                                          | Rijdt alleen na 18:00 uur en van vrijdag t/m zondag.                                                                                        |
| 6800  | Sprinter (NS)  | Den Haag Centraal – Gouda – Gouda Goverwelle                                                                            | Rijdt alleen tijdens de spits van maandag t/m donderdag.                                                                                    |
| 6900  | Sprinter (NS)  | Den Haag Centraal – Gouda – Utrecht Centraal – Geldermalsen – Tiel                                                      | Rijdt alleen van maandag t/m donderdag tot 18:00 uur.                                                                                       |